# Långörs harun
Långörs harun är en ö nära Husskär i Nagu,  Finland. Den ligger i Skärgårdshavet i Pargas stad i den ekonomiska regionen  Åboland i landskapet Egentliga Finland, i den sydvästra delen av landet. Ön ligger omkring 1 kilometer nordost om Husskär, 26 kilometer sydost om Nagu kyrka, 52 kilometer söder om Åbo och omkring 160 kilometer väster om Helsingfors. Närmaste allmänna förbindelse är förbindelsebryggan vid Knivskär som trafikeras av M/S Nordep.
Öns area är 1,2 hektar och dess största längd är 210 meter i sydväst-nordöstlig riktning. Ön höjer sig omkring 5 meter över havsytan.